# Astra 5°E
Astra 5°E é o nome para o grupo de satélites de comunicações Astra que estão localizados na posição de 5°E graus de longitude leste no Cinturão de Clarke, pertence e é operado pela SES com base em Betzdorf, Luxemburgo. Esta é uma das principais posições de satélite que sere TV para a Europa (as outras são a 31,5°E, 19,2°E, 28,2°E, e 23,5°E).

## Satélites localizados nesta posição

### Atual
- Astra 4A (anteriormente chamado de Sirius 4)
- SES-5 (anteriormente chamado de Astra 4B e Sirius 5)[1]

### Anterior
- Tele-X (operado pela Swedish Space Corporation)
- Sirius 1 (operado pela NSAB)
- Sirius 2 (operado pela NSAB)
- Sirius 3
- Astra 1E